# Fake book
Un fake book è una raccolta di trascrizioni di canzoni popolari, utilizzata dai musicisti per avere un ampio repertorio di brani da eseguire in modo estemporaneo (l'etimologia ha origine dall'inglese "fake" con il significato di "improvvisare"). I fake book sono sempre stati particolarmente diffusi tra i musicisti di jazz per via dell'importanza dell'improvvisazione in questo genere musicale. 

## Caratteristiche
I singoli spartiti, detti lead sheet, riportano solo le informazioni essenziali: melodia, accordi (per mezzo di sigle) ed eventualmente testo. Non sono esplicitate le parti degli strumenti individuali, i voicing specifici, né altri dettagli dell'arrangiamento. Per questo chi legge un lead sheet improvvisa l'esecuzione, basandosi sulle convenzioni dello stile di riferimento.
In origine, i fake book erano trascritti a mano, spesso in maniera approssimativa, e circolavano fra i musicisti in maniera illegale, in quanto costituivano una violazione del diritto d'autore. Col tempo alcuni editori hanno prodotto i loro fake book, acquistando i diritti necessari e proponendo così versioni di maggiore qualità per accuratezza delle trascrizioni e impaginazione. Recentemente si sono diffusi anche software (come iReal Pro) ispirati ai fake book, che possono generare basi audio su cui studiare i brani in vari stili e velocità, o trasporre la tonalità istantaneamente. Tendenzialmente questi software riportano solo gli accordi, e non le melodie.

## The Real Book

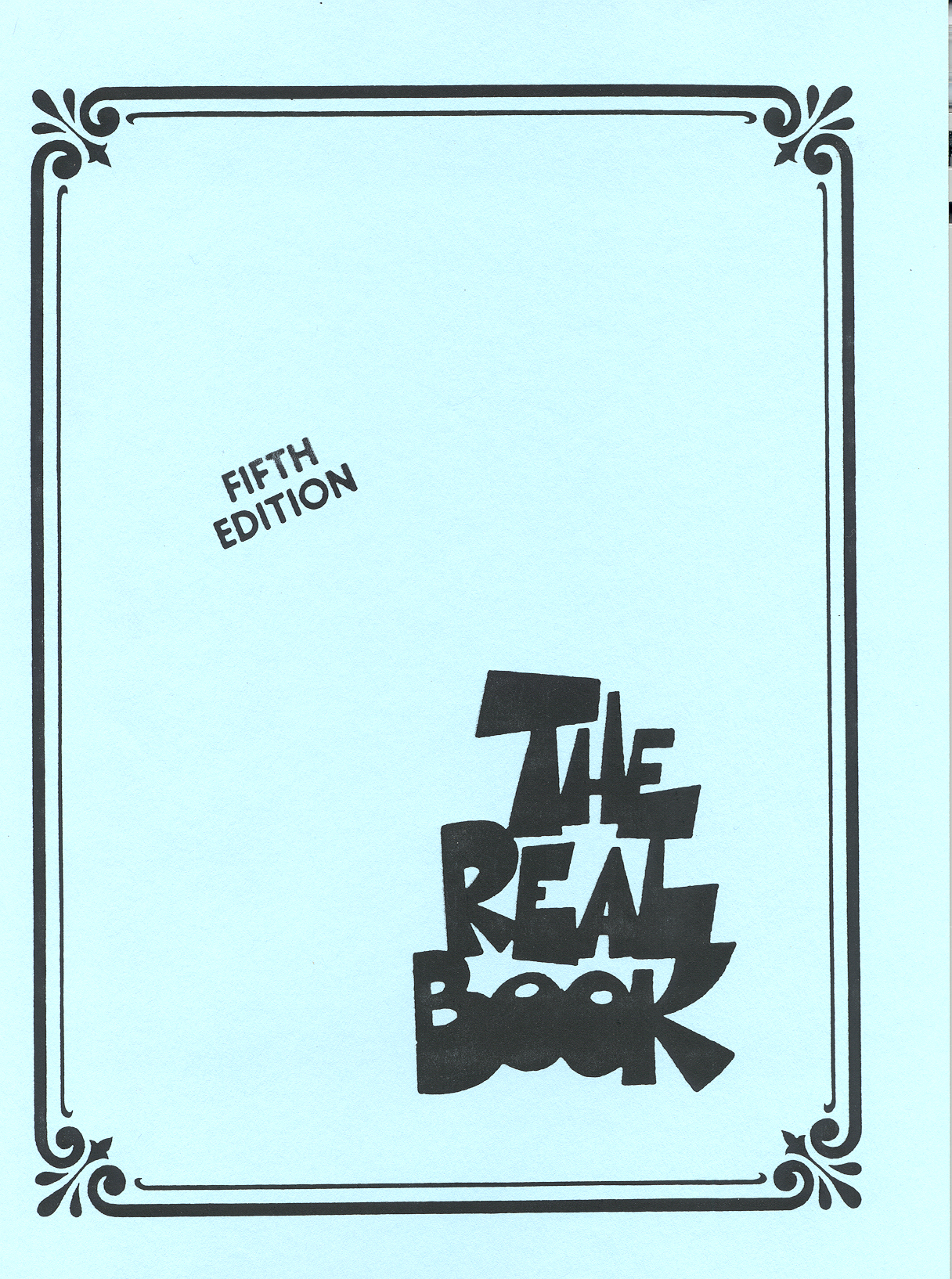
Quinta edizione del Real Book

The Real Book è un esempio di fake book che raccoglie standard di jazz, divenuto talmente popolare che "real book" viene impropriamente utilizzato come sinonimo di "fake book". 
Nasce nel 1975 al Berklee College of Music di Boston, dall'iniziativa di un gruppo di studenti. Il nome è un gioco di parole tra "real" (reale) e "fake" (falso), laddove il termine "fake" in "fake book" significherebbe invece "improvvisare". I vari fake book in circolazione all'epoca avevano infatti molti problemi in termini di accuratezza delle trascrizioni e chiarezza di impaginazione: The Real Book si proponeva come la soluzione definitiva. Inizialmente era manoscritto e privo di licenze per i diritti d'autore, e circolava dunque tramite fotocopie tra i musicisti. Il progetto ebbe successo, e oggi The Real Book è diffuso tra i jazzisti di tutto il mondo. 
Nel 2004, l'editore Hal Leonard pubblica la prima versione legale di The Real Book (la sesta edizione), avendo acquistato la maggior parte delle licenze necessarie. La sesta edizione è rimasta fedele, anche esteticamente, alle precedenti versioni illegali. Tuttavia mancano all'appello alcuni brani di cui l'editore non ha potuto acquistare i diritti.